# Judy Singer
Judy Singer (12 april 1951) is een Australische socioloog, bekend van het bedenken van de term neurodiversiteit.

## Biografie
Singer groeide op in Australië als dochter van een joodse moeder die de Tweede Wereldoorlog overleefde. Singer werkte jarenlang als IT-consultant en werd later alleenstaande moeder. Ze merkte bij haar dochter trekken op die leken op de sociale problemen van haar moeder. Later werd bij haar dochter het Asperger-syndroom vastgesteld. Voor die diagnose gesteld werd begon Singer aan een studie sociologie aan de University of Technology Sydney en verdiepte ze zich in Britse en Amerikaanse Disability studies (handicapwetenschappen).
Singer heeft ook zichzelf beschreven als "waarschijnlijk ergens op het autistismespectrum".
Halverwege de jaren negentig volgde ze het online activisme van autistische en andere neurodivergente mensen, met name op de mailinglist "Independent Living on the Autism Spectrum", opgericht in 1996 door de Nederlandse computerprogammeur Martijn Dekker. De lijst verwelkomde autistische mensen en mensen met ADHD, dyslexie en dyscalculie, die enigszins aan autisme verwant zijn. Onder andere de schrijver Harvey Blume was lid van de lijst en beschreef het als een omarming van wat hij het "neurologisch pluralisme" noemde. Blume en Singer kwamen met elkaar in contact en ze bespraken hun ideeën over "neurologische diversiteit" oftewel "neurodiversiteit". De term neurodiversiteit kwam voor het eerst in een publicatie voor in 1998 in de afstudeerscriptie van Singer aan de University of Technology Sydney en in een artikel van Blume in The Atlantic, getiteld Neurodiversity, on the neurological underpinnings of geekdom. Het was ook een term voor de sociale beweging van neurologische minderheden die ook de autismebeweging omvat.
Singer en Blume zien menselijke cognitieve variatie in de context van biodiversiteit en de politiek van minderheidsgroepen. Deze visie kwam voort uit de beweging voor autismerechten, als een uitdaging voor de heersende opvattingen dat bepaalde verschijnselen die werden geclassificeerd als neurologische ontwikkelingsstoornissen inherent pathologisch zijn. Het bouwt voort op het sociale model van handicap, waarin handicap voortkomt uit maatschappelijke barrières die interageren met individuele verschillen, in tegenstelling tot de idee dat mensen gehandicapt zijn simpelweg als gevolg van het hebben van beperkingen.
In Australië richtte Singer 'ASpar' op, een groep om autistische mensen en hun families te ondersteunen. In 2016 publiceerde ze het boek Neurodiversity - The Birth of an Idea (ISBN 978-0648154709).